# Ducie

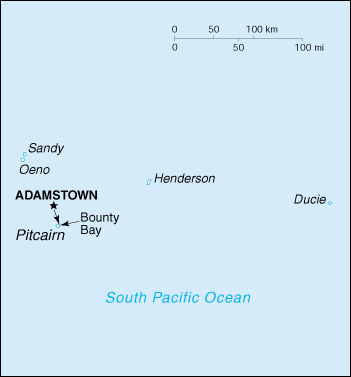
Kolonia Pitcairn z zaznaczoną wyspą Ducie

Ducie – bezludna wyspa koralowa na Oceanie Spokojnym, przyłączona do kolonii Pitcairn w 1902 roku. Powierzchnia 3,9 km² (wraz z laguną), maksymalna wysokość 4 m n.p.m. Znajduje się 470 km na wschód od Pitcairn.
Z wyspy czterokrotnie (2002, 2003, 2008 i 2018) pracowały ekspedycje krótkofalarskie. Łączności ze stacjami nadającymi z Ducie cieszą się ogromną popularnością.